# Croissant fauve
Phyciodes batesii
Espèce
Le Croissant fauve (Phyciodes batesii) est une espèce d'insectes lépidoptères (papillons) de la famille des Nymphalidae, de la sous-famille des Nymphalinae et du genre Phyciodes.

## Dénomination
Phyciodes batesii a été nommé par Tryon Reakirt en 1865 ou 1866.
Synonymes : Eresia batesii Reakirt, 1865,.

### Noms vernaculaires
Le Croissant fauve se nomme Tawny Crescent en anglais.

### Sous-espèces
- Phyciodes batesii batesii
- Phyciodes batesii lakota Scott, 1994 ;
- Phyciodes batesii anasazi Scott, 1994 ;
- Phyciodes batesii apsaalooke Scott, 1994 ;
- Phyciodes batesii maconensis Gatrelle, 1998 [1].

## Description
Le Croissant fauve est un papillon au dessus roux orangé et marron. Les ailes antérieures sont bordées de marron et marquées de nombreux damiers marron, les ailes postérieures sont uniquement bordées de marron avec une ligne submarginale de points marron.
Le revers est clair, d'une couleur entre le sable et l'ocre clair avec aux ailes antérieure quelques taches marron.
Son envergure est comprise entre 32 et 45 mm,,

### Chenille
La chenille est de couleur brun rosé, ornée de bandes noires.

## Biologie

### Période de vol et hivernation
Le croissant fauve vole sur une courte période en une seule génération, en juin, juillet ou début août suivant sa localisation. Il pourrait voler en deux générations en certains lieux.
Il hiberne au troisième stade de la chenille.

### Plantes hôtes
La plante hôte des chenilles est Aster undulata et peut-être d'autres asters,.

## Écologie et distribution
Il est présent dans l'est de l'Amérique du Nord de l'Ontario et du Québec au Canada et aux États-Unis du Montana, Wisconsin, Michigan, au Nebraska et à la Virginie ainsi que dans les montagnes de l'ouest en Utah, Colorado et Arizona,.

### Biotope
Le Croissant fauve réside dans les clairières boréales et autres lieux où croissent des asters.

### Protection
Il est très rare et a disparu d'une partie de l'est de son aire aux États-Unis, sans que la raison en soit connue. De ce fait son habitat doit être maintenu.